# Piotr Johansson
Piotr Johansson (Gorlice, 28 februari 1995) is een Zweeds voetballer van Poolse afkomst. Hij speelt sinds het seizoen 2022 voor Djurgårdens IF, dat uitkomt in de Zweedse Allsvenskan.

## Carrière
Johansson tekende op 10 juli 2014 zijn eerste profcontract. Dat deed hij bij Malmö FF. Enkele weken daarvoor maakte hij in de oefenwedstrijd tegen FK Partizan reeds zijn debuut voor de club. Zijn debuut in de Allsvenskan maakte Johansson op 12 juli 2014, tijdens de wedstrijd tegen Åtvidabergs FF. Een definitieve doorbraak bleef uit, waarop Johansson werd uitgeleend aan Ängelholms FF en Östersunds FK.
In 2017 maakte hij de overstap naar Gefle IF. Daar speelde Johansson zich in de kijker van Kalmar FF. Hier groeide hij al snel uit tot basisspeler. Na twee seizoenen vertrok hij transfervrij naar Djurgårdens IF.

## Carrièrestatistieken
| Club           | Seizoen        | Competitie | Competitie | Beker | Beker | Continentaal | Continentaal | Totaal | Totaal |
| Club           | Seizoen        | Weds       | Goals      | Doelp | Doelp | Weds         | Doelp        | Weds   | Doelp  |
| -------------- | -------------- | ---------- | ---------- | ----- | ----- | ------------ | ------------ | ------ | ------ |
| Malmö FF       | 2014           | 2          | 0          | 0     | 0     | 1            | 0            | 3      | 0      |
| Ängelholms FF  | 2015           | 22         | 6          | 0     | 0     | —            | —            | 22     | 6      |
| Ängelholms FF  | Totaal         | 22         | 6          | 0     | 0     | 0            | 0            | 22     | 6      |
| Malmö FF       | 2016           | 3          | 0          | 1     | 0     | —            | —            | 4      | 0      |
| Malmö FF       | Totaal         | 5          | 0          | 1     | 0     | 1            | 0            | 7      | 0      |
| Östersunds FK  | 2016           | 7          | 0          | 1     | 0     | —            | —            | 8      | 0      |
| Östersunds FK  | Totaal         | 7          | 0          | 1     | 0     | 0            | 0            | 8      | 0      |
| Gefle IF       | 2017           | 28         | 3          | 3     | 1     | —            | —            | 31     | 4      |
| Gefle IF       | 2018           | 28         | 4          | 3     | 1     | —            | —            | 31     | 5      |
| Gefle IF       | Totaal         | 56         | 7          | 6     | 2     | 0            | 0            | 62     | 9      |
| Kalmar FF      | 2019           | 19         | 0          | 0     | 0     | —            | —            | 19     | 0      |
| Kalmar FF      | 2020           | 22         | 4          | 0     | 0     | —            | —            | 23     | 4      |
| Kalmar FF      | 2021           | 29         | 0          | 0     | 0     | —            | —            | 29     | 0      |
| Kalmar FF      | Totaal         | 71         | 4          | 0     | 0     | 0            | 0            | 41     | 4      |
| Carrièretotaal | Carrièretotaal | 161        | 17         | 8     | 2     | 1            | 0            | 140    | 19     |